# 高铁酸钾
高铁酸钾是一种无机物，化学式为K2FeO4。

## 性质
纯品为暗紫色有光泽粉末。极易溶于水生成浅紫红色溶液，静置时会逐渐分解放出氧气并沉淀出三氧化二铁的水合物，一般写作氢氧化铁，分解过程也会使溶液的pH值升高。
{\displaystyle \ 4K_{2}FeO_{4}+10H_{2}O\rightarrow 4Fe(OH)_{3}+8KOH+3O_{2}\uparrow }
高铁酸钾在198°C以下和在强碱性溶液中稳定，其稳定性随着溶液pH的升高而增加。
表： 高铁酸钾溶液在不同条件下的稳定性
| 介质           | 1h分解率 | 4h分解率 |
| -------------- | -------- | -------- |
| 2 mol·L-1 KOH  | 37%      | 80%      |
| 6 mol·L-1 KOH  | 8%       | 34%      |
| 10 mol·L-1 KOH |          | 11%      |

磷酸根、硼酸根、Fe3+、氢氧化铁、二氧化锰、二氧化铅会加速高铁酸钾分解，而Zn2+对高铁酸钾有稳定作用。
高铁酸钾结晶为正交晶系，晶格常数 a = 76.9 pm，b = 103.3 pm，c=58.6 pm，空间群 Pnam，与硫酸钾和铬酸钾同晶型。
它是极好的氧化剂，有高效的消毒作用。密封干燥储存。

## 历史
德国化学家格奥尔格·恩斯特·施塔尔（1660～1734）首先发现硝酸钾与铁粉混合点燃后生成的残渣，可溶于水而成紫色溶液。此后，法国化学家埃德蒙·弗雷米（1814～1894）发现三氧化二铁与氢氧化钾共熔融反应后，得到可溶于水的产物，且产物组成与高锰酸钾相类似。

## 制备
1、用次氯酸钠浓碱溶液将硝酸铁氧化为高铁酸钠，然后用氢氧化钾转化为高铁酸钾。抽滤得粗品，并用氢氧化钾溶液溶解，重结晶，用苯和95％乙醇进行脱碱、乙醚洗涤，干燥，制得高铁酸钾产品。
{\displaystyle \ 2NaOH+Cl_{2}\rightarrow NaClO+NaCl+H_{2}O}
{\displaystyle \ Fe(NO_{3})_{3}+3NaOH\rightarrow Fe(OH)_{3}+3NaNO_{3}}
{\displaystyle \ 2Fe(OH)_{3}+3NaClO+4NaOH\rightarrow 2Na_{2}FeO_{4}}{\displaystyle \ +3NaCl+5H_{2}O}
{\displaystyle \ Na_{2}FeO_{4}+2KOH\rightarrow K_{2}FeO_{4}+2NaOH}
2、在隔膜型电解槽中，以铁为阳极材料，对三氯化铁和氢氧化钠溶液进行电解氧化。经铁的氧化-氢氧化物络合物，铁被氧化为高铁酸根离子。然后，加入氢氧化钾将其转化为高铁酸钾。抽滤，用异丙醇脱碱、洗涤，经干燥，制得高铁酸钾。
{\displaystyle \ Fe+8OH^{-}\ {\xrightarrow {Cl^{-}}}\ }{\displaystyle \ \;[Fe_{2}O_{3}\cdot {\mathit {n}}H_{2}O]\ {\xrightarrow {Cl^{-}}}}{\displaystyle \ FeO_{4}^{2-}+4H_{2}O+6e^{-}}
{\displaystyle \ FeCl_{3}+8OH^{-}\ {\xrightarrow {Cl^{-}}}\ [Fe_{3}O_{4}\cdot {\mathit {n}}H_{2}O]\ {\xrightarrow {Cl^{-}}}}{\displaystyle \ \;FeO_{4}^{2-}+4H_{2}O+3Cl^{-}+3{\mathit {e}}^{-}}
{\displaystyle \ 6Na^{+}+6H_{2}O+6{\mathit {e}}^{-}\rightarrow 6NaOH+3H_{2}\uparrow }
{\displaystyle \ Na_{2}FeO_{4}+2KOH\rightarrow K_{2}FeO_{4}+2NaOH}

## 用途
高铁酸钾是一种新型的非氮高效氧化剂和消毒剂且为公认的绿色消毒剂，用于饮用水处理，可快速杀死水中的细菌和病毒，除去水中的一些有机污染物和重金属离子，脱色除臭，其特点是水处理后生成的氧化铁副产物对环境没有危害。化工和有机合成中，用作氧化剂，用于氧化亚硝酸盐、磺酸、亚铁氰化物和其他无机物以及在炼锌时除去锰、锑和砷。有机合成中，则可用于氧化醇类、含氮化合物、烃类等化合物，其优点为反应绿色、选择性高、活性高。此外，在烟草工业中，高铁酸钾也用作香烟过滤嘴。